# Callum Slattery
Callum Slattery (Kidlington, 8 febbraio 1999) è un calciatore inglese, centrocampista del Motherwell.

## Caratteristiche tecniche
È un centrocampista centrale.

## Carriera

### Club
Cresciuto nel settore giovanile del Southampton, ha esordito in prima squadra il 5 gennaio 2019 disputando l'incontro di FA Cup pareggiato 2-2 contro il Derby County.
Il 31 gennaio 2020 viene ceduto in prestito agli olandesi del De Graafschap.
Nel 2021 si trasferisce al Motherwell, club della prima divisione scozzese.

### Nazionale
Nel 2017 ha giocato 3 partite con la nazionale inglese Under-18.

## Statistiche
Statistiche aggiornate al 18 maggio 2025.

### Presenze e reti nei club
| Stagione          | Squadra           | Campionato        | Campionato | Campionato | Coppe nazionali | Coppe nazionali | Coppe nazionali | Coppe continentali | Coppe continentali | Coppe continentali | Altre coppe | Altre coppe | Altre coppe | Totale | Totale | Totale |
| Stagione          | Squadra           | Comp              | Pres       | Reti       | Comp            | Pres            | Reti            | Comp               | Pres               | Reti               | Comp        | Pres        | Reti        | Pres   | Reti   |        |
| ----------------- | ----------------- | ----------------- | ---------- | ---------- | --------------- | --------------- | --------------- | ------------------ | ------------------ | ------------------ | ----------- | ----------- | ----------- | ------ | ------ | ------ |
| 2018-2019         | Southampton       | PL                | 3          | 0          | FACup+CdL       | 2+0             | 0               |                    | -                  | -                  |             | -           | -           | 3      | 0      |        |
| 2019-gen. 2020    | Southampton       | PL                | 0          | 0          | FACup+CdL       | 0               | 0               |                    | -                  | -                  |             | -           | -           | 0      | 0      |        |
| gen.-giu. 2020    | De Graafschap     | EE                | 5          | 1          |                 | -               | -               |                    | -                  | -                  |             | -           | -           | 5      | 1      |        |
| 2020-gen. 2021    | Southampton       | PL                | 0          | 0          | FACup+CdL       | 0               | 0               |                    | -                  | -                  |             | -           | -           | 0      | 0      |        |
| gen.-giu. 2021    | Gillingham        | FL1               | 7          | 0          |                 | -               | -               |                    | -                  | -                  |             | -           | -           | 7      | 0      |        |
| 2021-2022         | Motherwell        | SP                | 31         | 2          | CS+CdL          | 1+2             | 0               |                    | -                  | -                  |             | -           | -           | 34     | 2      |        |
| 2022-2023         | Motherwell        | SP                | 29         | 4          | CS+CdL          | 2+2             | 0               | UECL               | 2                  | 0                  |             | -           | -           | 35     | 4      |        |
| 2023-2024         | Motherwell        | SP                | 20         | 1          | CS+CdL          | 0+5             | 0+3             |                    | -                  | -                  |             | -           | -           | 25     | 4      |        |
| 2024-2025         | Motherwell        | SP                | 15         | 6          | CS+CdL          | 1+0             | 0               |                    | -                  | -                  |             | -           | -           | 16     | 6      |        |
| Totale Motherwell | Totale Motherwell | Totale Motherwell | 95         | 13         |                 | 13              | 3               |                    | 2                  | 0                  |             | -           | -           | 110    | 16     |        |
| Totale carriera   | Totale carriera   | Totale carriera   | 110        | 14         |                 | 15              | 3               |                    | 2                  | 0                  |             | -           | -           | 127    | 17     |        |